# Адонис, Джо
Джозеф Энтони Дото (англ. Joseph Anthony Doto, при рождении Джузеппе Антонио Дото (итал. Giuseppe Antonio Doto), более известный как Джо Адонис (англ. Joe Adonis); 22 ноября 1902, Монтемарано, Авеллино, Кампания, Италия — 26 ноября 1971, Анкона, Марке, Италия) — италоамериканский гангстер кампанского происхождения, влиятельный капореджиме в преступном клане Лучано, который был важным участником формирования современных семей американской мафии в Нью-Йорке.

## Ранние годы
22 ноября 1902 года в маленьком городке Монтемарано в итальянской провинции Авеллино в семье Микеле Дото и Марии Де Вито родился Джузеппе Антонио Дото. У него было три брата, Антонио, Этторе и Дженезио Дото.
В 1909 году семья Дото иммигрировала в Соединённые Штаты, поселившись в Нью-Йорке. В юности Джузеппе зарабатывал себе на жизнь воровством и обшариванием карманов. На улице он подружился с будущим боссом мафии Лаки Лучано и будущим мафиозо Сеттимо Аккарди, которые были замешаны в незаконных азартных играх. Именно тогда Адонис выработал лояльность к Лучано, которая длилась десятилетиями.
В начале «сухого закона» Лучано, Адонис, Меер Лански и Багси Сигел занялись контрабандой спиртного в Бруклине, снабжая алкоголем в том числе и сообщество шоу-бизнеса на Бродвее на Манхэттене. Вскоре Дото взял на себя роль бутлегера-джентльмена, общающегося с театральной элитой.

## Кастелламмарская война
В 1920-х Адонис стал силовиком Фрэнки Йеля, босса бруклинской мафии. Работая на Йеля, Адонис познакомился с будущим боссом чикагской мафии Аль Капоне, который также работал на Йеля. Тем временем Лучано стал силовиком Джузеппе «Джо Босса» Массерии.
Вскоре Массерия оказался втянутым в жестокую Кастелламмарскую войну со своим заклятым соперником Сальваторе Маранцано, который представлял сицилийские кланы, большинство в которых составляли выходци из Кастелламмаре-дель-Гольфо (Сицилия). По мере развития войны оба босса начали набирать всё больше солдат. К 1930 году Адонис присоединился к Массерии. Когда война повернулась против Джо Босса, Лучано тайно связался с Маранцано по поводу перехода на другую сторону. Когда Массерия услышал о предательстве Лучано, он обратился к Адонису с приказом убить Лучано. Однако вместо этого Адонис предупредил своего давнего друга о планируемом убийстве.
15 апреля 1931 года Лучано пригласил Массерию на встречу в ресторан на Кони-Айленд (Бруклин). Во время еды Лучано извинился и пошёл в туалет. Как только он ушел, в ресторан ворвались Адонис, Вито Дженовезе, Альберт Анастазия и Багси Сигел и расстреляли Массерию из револьверов. Большой Джо получил четыре пули в спину и одну в голову и умер на месте. Киллеры спокойно покинули ресторан до приезда полиции. Никто никогда не был обвинён в убийстве Массерии.
Со смертью Массерии Кастелламмарская война закончилась и Маранцано вышел победителем. Чтобы избежать войн в будущем, Маранцано реорганизовал все итальянско-американские банды Нью-Йорка в «Пять семей» и провозгласил себя капо ди тутти капи («босс боссов»). Лучано и его сторонники были недовольны действиями Маранцано, что лишь подогрело его подозрительность. Когда Лучано узнал, что Маранцано заказал его убийство, то нанёс удар первым. 10 сентября 1931 года Маранцано убили в его собственном офисе на Манхэттене.

## Криминальная империя
Адонис и Лучано вскоре захватили контроль за бутлегерством на Бродвее и в Мидтауне Манхэттена. На пике своего развития предприятие приносило 12 миллионов долларов в год, на нём работало 100 человек. Адонис также купил автосалоны в Нью-Джерси. Когда клиенты покупали автомобили в его салонах, продавцы запугивали их, заставляя покупать «защитную страховку» для автомобиля. Вскоре Адонис занялся распространением сигарет, скупая торговые автоматы сотнями и заполняя их украдёнными сигаретами. Адонис управлял своей криминальной империей из ресторана Joe's Italian Kitchen, которым он владел в Бруклине. К 1932 году Адонис был крупной криминальной силой в Бруклине. Несмотря на своё богатство, он всё ещё участвовал в ограблениях ювелиров как в начале криминальной карьеры на улицах.
В 1932 году Адонис якобы участвовал в похищении и жестоком избиении в Бруклине Исидора Джуффе и Исаака Вапински. Годом ранее, в 1931 году, Джо одолжил им деньги для инвестиций, а затем решил, что должен получать более высокую прибыль. Через два дня после похищения Адонис освободил Джуффе и Вапински, получив выкуп в размере 5000 долларов. Месяц спустя Вапински скончался от внутренних повреждений, полученных в результате нападения.
Адонис подкупил многих политиков и высокопоставленных полицейских, используя своё политическое влияние, чтобы помочь Лучано, Дженовезе, Мееру Лански и Луис «Лепке» Бухальтеру, глава Murder, Inc. Как член правления Национального преступного синдиката, Адонис, вместе с Луисом Лепке, возможно, был ответственен за передачу некоторых контрактов на убийство Murder Inc.

## Проверка со стороны правительства
В 1936 году прокуратура осудила Лучано по обвинению в сводничестве и отправила его в тюрьму штата на 30 лет. Его заместитель Вито Дженовезе возглавил семью, но ненадолго, уже в 1937 году сбежав в Италию, чтобы избежать судебного преследования за убийство. Теперь Лучано оставил Фрэнка Костелло, союзника Адониса, ответственным за семью Лучано, а Адониса — ответственным за Синдикат.
27 апреля 1940 года Адонису было предъявлено обвинение в Бруклине в похищении людей, вымогательстве и нападении по делу Джаффе/Вапински 1932 года. Однако 24 февраля 1941 года Адониса отпустили за отсутствием состава преступления.
В 1940-х годах мэр Фьорелло Ла Гуардиа развернул кампанию против незаконных азартных игр затруднила ведение этого бизнеса в Нью-Йорке, поэтому
Адонис перевёл свои игровые заведения в Нью-Джерси. Вслед за ними Адонис перевёз в Нью-Джерси и свою семью, купив роскошный дом в Форт-Ли. Адонис открыл казино в Лоди (штат Нью-Джерси) и стал возить туда клиентов из Нью-Йорка на лимузинах. В тот же период Адонис стал партнёром Меера Лански в нелегальном казино в Халландейл-Бич во Флориде.
10 февраля 1946 года Лаки Лучано был депортирован в Италию. В декабре 1946 года Адонис и Лучано встретились на знаменитой Гаванской конференции американских криминальных авторитетов на Кубе. Целью Лучано было восстановить влияние мафии, используя Кубу в качестве базы. Будучи его верным сторонником, Адонис охотно согласился передать свою власть в синдикате другу. Однако правительство США вскоре обнаружило присутствие Лучано в Гаване и оказало давление на кубинское правительство. 24 февраля 1947 года Лучано был помещён кубинскими властями на корабль для депортации обратно в Италию.
12 декабря 1950 года Адониса вызвали в сенатскую комиссию Кефовера по организованной преступности. Адонис неоднократно отказывался давать показания, ссылаясь на своё право не свидетельствовать против самого себя в соответствии с Пятой поправкой к Конституции США. Хотя Адонис избежал обвинений в неуважении к Конгрессу, он на всю страну был изобличён как мафиозо.
В конце мая 1951 года Адонис и несколько его сообщников отказались от оспаривания обвинений в управлении тремя игровыми залами в Лоди и Форт-Ли. 28 мая 1951 года Адонис был приговорён к двум-трём годам заключения в тюрьме штата.

## Депортация и смерть
6 августа 1953 года на слушаниях в тюрьме Министерство юстиции США распорядилось о депортации Адониса в Италию. Правительство утверждало, что он был нелегалом. Адонис сопротивлялся депортации, утверждая, что является коренным американским гражданином. 9 августа 1953 года Адониса выпустили из тюрьмы в Нью-Джерси.
3 января 1956 года Адонис добровольно покинул США, отплыв на океанском лайнере из Нью-Йорка в итальянский Неаполь. Его жена и дети остались в Нью-Джерси.
Оказавшись в Италии, Адонис поселился в роскошной квартире в центре Милана. Возможно, он встречался с Лучано в Неаполе, но доказательств этому нет. Со временем испытывающий финансовые затруднения Лучано разозлился на богатого Адониса за то, что тот не помог ему. 26 января 1962 года Лучано умер от сердечного приступа в Неаполе в возрасте 64 лет. Адонис присутствовал на панихиде в Неаполе, принеся огромный цветочный венок со словами «Прощай, приятель».
В июне 1971 года итальянское правительство вынудило Адониса покинуть свою резиденцию в Милане и переехать в Серра-де-Конти, небольшой городок у Адриатического моря. Адонис был одним из 115 подозреваемых мафиози, перемещённых в Серра-де-Конти после убийства в мае Пьетро Скальоне, прокурора Палермо (Сицилия). В конце ноября 1971 года итальянская полиция доставила Адониса в небольшую хижину на склоне холма недалеко от Анконы для допроса. Во время продолжительных допросов с Адонисом случился сердечный приступ Его доставили в региональную больницу в Анконе, где он  скончался через несколько дней, 26 ноября 1971 года.
Правительство США разрешило семье Адониса привезти его тело обратно в Соединённые Штаты для захоронения. Похоронная месса прошла в католической церкви Богоявления в Клиффсайд-парке (штат Нью-Джерси), на ней присутствовали только ближайшие родственники. Джо Адонис похоронен на кладбище Мадонны в Форт-Ли (штат Нью-Джерси) под его настоящими именем и фамилией Джозеф Антонио Дото.

## Личная жизнь
В начале 1920-х годов Дото стал называть себя «Джо Адонис» (Адонис был греческим богом красоты и желания). Неясно, что вдохновило его взять такое прозвище. Одна история гласит, что его так прозвала хористка из шоу «Безумства Зигфелда», которая встречалась с ним в то время. Другая история гласит, что Адонису понравилось это прозвище после прочтения журнальной статьи о греческой мифологии.
Крайне тщеславный, Адонис тратил много времени на уход за собой. Однажды Лаки Лучано увидел, как Адонис расчёсывает свои густые тёмные волосы перед зеркалом, и спросил его: «Как ты думаешь, кто ты такой, Рудольф Валентино?» Адонис ответил: «Для внешности этот парень — бездельник!». Джо был двоюродным братом Алана Боно, капо семьи Лучано, который руководил операциями Адониса в Гринвич-Виллидж (Манхэттен).
Адонис женился на Джин Монтеморано, и у них было четверо детей; Джозеф Майкл Дото-младший, Мария Долорес Олмо, Энн Мари Ариетта и Элизабет Дото. Его сын Джозеф Дото-младший стал членом семьи Дженовезе и занимался преступной деятельностью в округе Берген (штат Нью-Джерси).